# Yacimiento de Els Casots
El yacimiento paleontológico de Els Casots está situado en el término municipal de Subirats (Alto Panadés, Barcelona), lugar donde se han encontrado restos de vertebrados de unos 16 millones de años de antigüedad. Se encuentra cerca de la carretera BP-2427 en dirección al castillo de Subirats, dentro de la zona de la sierra del Ordal. Se trata de uno de los yacimientos del Mioceno Medio más importantes de Europa. Fue declarado Bien Cultural de Interés Nacional por la Generalitat de Cataluña. La importancia de dicho yacimiento ha incentivado la realización de diversas iniciativas locales para crear un centro de interpretación. Así se ha hablado de la posibilidad de un Centro de Interpretación Paleontológico de Els Casots, o bien de crear un Centro de Interpretación del Patrimonio Histórico y Natural (paleontológico) de Subirats.

## Historia
Durante el siglo XIX la explotación minera de las minas de lignito de la Fontsanta (Subirats, Alto Panadés) permitió recuperar restos fósiles de vertebrados que figuran entre los primeros descubrimientos en Cataluña. Estos se entregaron al canónigo Jaume Almera del museo de Geología del Seminario Conciliar de Barcelona, quien contactó con Charles Depéret i Albert Gaudry, eminentes paleontólogos de la época, para que los identificaran. Estos los adscribieron a rinocerontes, rumiantes y roedores. En 1850, las minas fueron abandonadas i no se produjeron nuevos descubrimientos. Eventualmente, la mayor parte de la colección de las minas de la Fontsanta se perdió en 1936 durante el inicio de la Guerra Civil.  
Décadas más tarde, en 1989 Antonio Adell, un vecino de San Sadurní de Noya, encontró huesos fosilizados cerca del Pujol de Figueres, no muy lejos de donde quedaban las antiguas minas de lignito. Adell depositó su hallazgo en el Museo de Geología de Barcelona (actual Museo de Ciencias Naturales de Barcelona). Los técnicos de museo Jaume Gallemí y Julio Gómez Alba identificaron los restos como fósiles de vertebrados, y se pusieron en contacto con el Instituto de Paleontología Miquel Crusafont (actual Instituto Catalán de Paleontología Miquel Crusafont). Al cabo de pocos meses se organizó la primera de una serie de campañas de excavación i el yacimiento se bautizó como Els Casots (haciendo referencia a la población con la que colinda). Las excavaciones finalizaron en 1994, pero fueron muy fructíferas, recuperándose más de 3000 fósiles de macrofauna. Además, el lavado de los sedimentos excavados permitió recuperar centenares de dientes de micromamíferos. Rápidamente Els Casots se convirtió en un yacimiento de referencia para el estudio del Mioceno en Europa.  
Después de más de 20 años de inactividad en 2018 un equipo del Instituto Catalán de Paleontología Miquel Crusafont retomó las campañas de excavació, que desde entonces suceden anualmente. Estas nuevas intervenciones combinan la excavación del yacimiento con estudios geológicos y paleobotánicos para precisar la edad y el paleoambiente. Paralelamente y en colaboración con los paleontólogos que dirigen las excavaciones, el Ayuntamiento de Subirats ha promovido una serie de acciones de divulgación y difusión del yacimiento, que permiten visitarlo a día de hoy. 

## Situación geográfica, estratigráfica y edad
Els casots está situado en la parte más meridional de la cuenca sedimentaria del Vallès-Penedés, entre las cordilleras Prelitoral y Litoral. Esta cuenca se formó durante la apertura del Mediterráneo Occidental, a finales del Oligoceno. La cuenca del Vallès-Penedés tiene un registro sedimentario que data de entre 20 y 7 millones de años, cubriendo prácticamente todo el Mioceno. El registro sedimentario que encontramos es principalmente continental, aunque, sobre todo a inicios del Mioceno Medio, los depósitos continentales se intercalan con sedimentos marinos depositados en periodos de transgresión marina. También encontramos sedimentos de transición, representativos de ambientes deltaicos, estuarios o lagos salobres.
El yacimiento de Els Casots se sitúa en la llamada unidad aluvial-lacustre de Subirats. Esta está formada por lutitas, con intercalaciones de carbonatos y lignitos, y corresponde a ambientes lacustres poco profundos intercalados con depósitos distales de abanicos aluviales. La serie estratigráfica de Els Casots descansa directamente sobre los relieves de las montañas de Ordal, formadas por carbonatos mesozoicos, y mide cerca de 35 m de grosor. Esta serie presenta un tramo de brechas basales, correspondiendo a depóstios de pie de monte, y contiene restos de vertebrados mal preservados. Por encima suyo sigue una sucesión cíclica de lutitas grises y carbonatos, ocasionalmente con pequeñas intercalaciones de lignitos. Esta parte de la serie corresponde a un ambiente lacustre poco profundo y es rica en fósiles de vertebrados, invertebrados y plantas (a pesar de que están mal preservadas). Los lignitos se formaron por acumulación de materia orgánica vegetal en el fondo del lago. El yacimiento de Els Casots se sitúa en el tramo superior de la serie lacustre. Finalmente, la serie lacustre queda interrumpida cuando el lago se seca y sigue una sucesión de lutitas rojas que corresponden a depósitos de abanicos aluviales. 
Las primeras dataciones del yacimiento se basaron en la fauna recuperada y lo situaban a finales del Mioceno Inferior, biozona MN4. Recientemente se ha podido precisar la edad del yacimiento gracias al estudio detallado de la fauna de roedores y a la aplicación de métodos de datación por paleomagnetismo. Actualmente la edad del yacimiento se estima en 15.9 millones de años aproximadamente, correspondiendo por lo tanto a inicios del Mioceno Medio (Aragoniano Inferior). Cabe destacar que esta datación coincide con el Óptimo Climático del Mioceno Medio (entre hace aproximadamente 17 y 15 millones de años)., un breve periodo temporal donde las medias globales se situaban entre 5 y 7 grados por encima de las actuales y Cataluña tenía un clima de tipo subtropical.

## Fauna
El yacimiento presenta una gran riqueza en macrofauna y microfauna de vertebrados miocenos, incluyendo no solo mamíferos sino también aves, anfibios, reptiles y algunos peces. Los restos de macrovertebrados a menudo se encuentran asociados y los esqueletos parciales son relativamente frecuentes, lo que indica que los animales morían cerca del sitio de fosilización y sufrían poco transporte. Por lo tanto, los fósiles corresponden a una comunidad que vivió en las inmediaciones del antiguo lago de Els Casots. Los restos fósiles son generalmente muy completos, pero el peso de los sedimentos los ha compactado y aplastado en muchos casos. La siguiente lista faunística del yacimiento de Els Casots se basa en la revisión de CASANOVAS-VILAR et al.-2022. Los restos fósiles forman parte de la colección del Instituto Catalán de Paleontología Miquel Crusafont. 

#### Peces
Se han encontrado diversos restos mandibulares y dentales de peces, pero aún no se han estudiado en detalle. 

#### Anfibios
- Los anuros Latonia sp., Bufotes sp. y Pelophylax sp.
- Un urodelo indeterminado.

#### Reptiles
- Ptychogaster sp., una tortuga de riachuelo (geoemídido).
- Testudo sp., una tortuga de tierra (testudínido).
- Titanochelon bolivari, una tortuga de tierra gigante (testudínido).
- Diplocynodon ratelii, un cocodriliano de poco más de un metro de largo.
- Blanus sp., una culebrilla ciega (blánido).
- Los lagartos de cristal (ánguidos) Pseudopus sp. y Ophisaurus sp.
- Lagartos (lacértidos), representados por tres especies sin determinar.
- Un varano (varánido).
- Un geco (Gekkota).
- Serpientes (ofidios), con hasta seis especies, incluyendo culebras (colúbridos), víboras (vipéridos) y pitones (pitónidos).

#### Aves
- Miophasianus altus, un pavo (faisánido).
- Escasos restos de rapaces diurnas (acipítridos) y nocturnas (estrígidos).

#### Mamíferos
- Amphiperatherium frequens, un marsupial parecido a una zarigüeya.
- Murciélagos (quirópteros), representados por algunos dientes correspondientes a como mínimo dos especies distintas.
- Galerix symeondisi, un gimnuro (galericino).
- Heterosorex neumayrianus, un insectívoro parecido a una musaraña.
- Paenelimnoecus cf. truyolsi, una musaraña (sorícido).
- Plesiodimylus sp., un insectívoro de la familia extinta de los dimílidos.
- Lagopsis sp., una pica (ocotónido).
- Atlantoxerus idubedensis y Heteroxerus rubricati, ardillas terrestres (xerinos) propias de climas áridos.
- Csakvaromys besana y Palaeosciurus sp., ardillas terrestres (marmotinos).
- Melissiodon dominans, un roedor extinto remotamente emparentado con los hámsters (cricétidos) y con unas muelas de morfología muy compleja.
- Democricetodon, un hámster (cricétido) representado por tres especies diferents en Els Casots: Democricetodon hispanicus, Democricetodon gracilis y una especie no identificada de tamaño mayor.
- Megacricetodon primitivus, otro hámster (cricétido).
- Hasta 9 especies de lirones (glíridos): Bransatoglis sp., Glirudinus modestus, Muscardinus sp, Microdyromys monspeliensis, Peridyromys murinus, Pseudodryomys ibericus, Simplomys julii, Simplomys robustus y Simplomys simplicidens.
- Ligerimys ellipticus, un roedor de la familia, ya extinta, de los eómidos.
- Amficiónidos, perros-oso, representados por dos especies de tamaños diferentes aún por identificar (Megamphicyon cf. y Cynelos cf.). Se han encontrado cráneos y hasta un esqueleto parcial en conexión anatómica.
- Hemicyon stehlini, un oso-perro (hemiciónido), emparentado con los osos (úrsidos) pero de constitución más ligera.
- Iberictis buloti, el miembro más basal del linaje del glotón (mustélido gulonino).
- Paralutra sp., una nutria (mustélido lutrino).
- Dos especies más de mustélido de medida pequeña i morfología similar a las actuales martas.
- Leptoplesictis aurelianensis, una mangosta (vivérrido).
- Un pequeño carnívoro de la familia de las hienas (hiénido), seguramente atribuible al género Protictitherium.
- Styriofelis lorteti, un felino (félido) primitivo del tamaño de un lince.
- Rinocerontes (rinocerótidos), representados por Dromoceratherium mirallesi, un rinoceronte sin cuernos, además de una segunda especie. Son muy abundantes en el yacimiento.
- Anchitherium sp., un caballo (équido) con tres dedos en cada pata.
- Cainotherium miocaenicum, un cenoterio, pequeño artiodáctilo de tamaño i hábitos parecidos a los de los actuales conejos.
- Choeromorus ibericus, un suoideo parecido a un pecarí. El holotipo (ejemplar tipo) de esta especie es un cráneo recuperado en els Casots.
- Eurolistriodon adelli, un cerdo (suido). El holotipo es un esqueleto parcial recuperado en Els Casots y la especie está dedicada a Antoni Adell, descubridor del yacimiento.
- ‘Dorcatherium’ crassum, un trágulo (tragúlid).
- Ampelomeryx ginsburgi, un paleomerícido, perteneciente a un grupo de extraños rumiantes primitivos con múltiples apéndices en el cráneo. Los machos de  Ampelomeryx tenían dos osiconos triangulares i aplanados sobre los ojos y una protuberancia en forma de Y en la parte posterior del cráneo. El holotipo es un cráneo de Els Casots i es uno de los fósiles más abundantes en el yacimiento. Ampelomeryx quiere decir ‘ciervo de las viñas’ y el nombre del género hace referencia al Panadés y a las regiones vitivinícolas del Sur de Francia donde también se han encontrado restos de esta especie.
- Los rumiantes también incluyen Procervulus cf. dichotomus, un ciervo (cérvido) basal con cornamenta sencilla; Lagomeryx rutimeyeri, que pertenece a un grupo aracaico relacionado con los ciervos; y Eotragus noyei, uno de los bóvidos (antílopes, cabras y similares) más antiguos que se conocen.
- Prodeinotherium cf. bavaricum, un dinoterio (dinotérido), un miembro del ordren de los proboscídeos (elefants) .
- Gomphoterium cf. subtapiroideum, un gomfoterio (gomfotèrid) que también pertenece al ordren de los proboscídeos.

## Fósiles
En todas las facies estratigráficas aparecen restos fosilizados, entre los que hay mayoritariamente representadas diferentes especies de vertebrados -peces, anfibios, reptiles, aves y, sobre todo, mamíferos- así como especies vegetales diversas. Se han documentado varios esqueletos prácticamente enteros de rinoceronte, primitivos cérvidos, aves, cocodrilos y carnívoros. 
De entre los restos exhumados destacan el hallazgo por primera vez en Europa de todo el cráneo entero de un Palaeomeryx, un género de paleomerícido (probable grupo ancestro de los actuales cérvidos). También es interesante el hallazgo de dos hemimandíbulas enteras de otro paleomerícido, Lagomeryx, ya que permitirán reconstruir su cráneo, aún no descrito en ningún yacimiento del mundo. 
Por otro lado, los análisis de los niveles fosilíferos muestran los distintos cambios ecológicos que ha sufrido el yacimiento a lo largo del tiempo, pudiendo conocer en un futuro su secuencia paleoecológica.